# Asura fasciolata
Asura fasciolata är en fjärilsart som beskrevs av Rothschild 1913. Asura fasciolata ingår i släktet Asura och familjen björnspinnare. Inga underarter finns listade i Catalogue of Life.